# Costel Petrariu
Costel Petrariu (Recea, 16 de julio de 1958) es un deportista rumano que compitió en bobsleigh.
Ganó una medalla de bronce en el Campeonato Europeo de Bobsleigh de 1992, en la prueba cuádruple. Participó en tres Juegos Olímpicos de Invierno, entre los años 1984 y 1992, ocupando el séptimo lugar en Sarajevo 1984, en la misma prueba.

## Palmarés internacional
| Campeonato Europeo | Campeonato Europeo   | Campeonato Europeo | Campeonato Europeo |
| Año                | Lugar                | Medalla            | Prueba             |
| ------------------ | -------------------- | ------------------ | ------------------ |
| 1992               | Königssee (Alemania) | Medalla de bronce  | Cuádruple          |